# Вы когда-нибудь боялись?
«Вы когда-нибудь боялись?» (итал. Hai mai avuto paura?) — готический фильм ужасов Италии 2023 года.
Его премьера состоялась 27 июля 2023 года.

## Сюжет
Италия, 1813 год. Жителей итальянской деревни терроризируют необъяснимые вспышки насилия, возникающие каждое полнолуние: что-то убивает домашний скот, а фермеры в отчаянии. Тем временем юный Орацио встревожен странным поведением своего старшего брата Джакомо. Изолированный в буре юности и вынужденный подавлять свою артистическую натуру, Джакомо страдает от недостатка сочувствия и привязанности, которые не в состоянии обеспечить его холодная, формальная аристократическая семья. Когда жажда крови того, что жители деревни теперь называют «зверем», требует первой человеческой жертвы, вызывается охотник, чтобы прочесать лес и уничтожить существо, которое он слишком хорошо знает.

## В ролях
- Джастин Коровкин — Джакомо
- Лоренцо Ферранте — Орацио
- Элиза Пьердоминичи — Пилла
- Марта Паола Рикелди — графиня Аделаида
- Давид Коко —  граф Мональдо
- Алессандро Бедетти — Тано
- Мирко Фрезза — Скаджаччи
- Свева Мариани — Сильвия
- Мауро Марино — дон Антонио
- Клаудиа Делла Сета — Марта
- Маурицио Ди Кармине — крестьянин

## Критика
Автор портала Movieplayer.it Дамиано Панаттони оценил фильм на 3 балла из 5, отметив удачную стилистику, но в то же время некоторый формализм повествования. По его мнению, наиболее интересной сюжетной линией является взросление главного героя. Никита Никитин (HorrorZone) дал фильму 4/5. Среди положительных моментов рецензент назвал игру Коровкина, Фреззы и Пьердоминичи, а также его атмосферность. Давиде Мария Дзаццини из Rivista del cinematografo посчитал работу Амбры Принчипато «стремящейся встряхнуть, взволновать и спровоцировать», при этом до конца так и не выполнившую свою функцию перед зрителями по причине сюжетного дисбаланса